# BTS World Tour: Love Yourself
BTS World Tour Love Yourself: Speak Yourself ou Love Yourself World Tour é a terceira turnê mundial do grupo sul-coreano BTS para promover sua série de álbuns Love Yourself, incluindo Love Yourself: Her, Love Yourself: Tear e álbum de compilação Love Yourself: Answer. A turnê começou em 25 de agosto de 2018 na Coreia do Sul. Uma extensão da turnê intitulada BTS World Tour Love Yourself: Speak Yourself foi anunciada em 19 de fevereiro de 2019 com a adição de novas datas e teve início em 4 de maio de 2019 em Pasadena, Califórnia. A extensão da turnê contou com shows na América do Norte, América do Sul, Europa e Ásia, incluindo países como Estados Unidos, Brasil, Reino Unido, França e Japão.
Love Yourself World Tour ficou em terceiro lugar na parada Top 40 Tours da Billboard em todo o mundo, com uma arrecadação mundial de US$ 196,4 milhões dos últimos 42 shows da turnê.

## História
Em 26 de abril de 2018, a Big Hit Entertainment lançou um trailer em seu canal oficial do YouTube anunciando uma turnê mundial do grupo. O vídeo mostrou uma programação inicial de 22 shows em 11 cidades do mundo. Após o anúncio, várias hashtags foram exibidas em todo o mundo nas redes sociais, incluindo a tag homônima da turnê - "#LOVE_YOURSELF", destacando o nível de expectativa em torno do evento.

## Recepção

### Comercial
Em 4 de agosto, a BigHit Entertainment confirmou que todos os 90 mil ingressos para os shows em Seul (25 e 26 de agosto) foram vendidos após a segunda venda pública em 3 de agosto. Em 17 de agosto, foi anunciado que somente a partir dos dois primeiros shows no Seoul Olympic Stadium em Seul, o BTS estava destinado a faturar US $8,4 milhões (95 bilhões de won) apenas da receita de ingressos.
Os ingressos foram colocados à venda em 5 de maio de 2018 para os shows de Newark, Fort Worth e Los Angeles e todos esgotaram em segundos. Devido à alta demanda, uma data foi adicionada para outro show em Los Angeles, com os ingressos à venda em 9 de maio de 2018. Os ingressos para os shows de Oakland, Chicago e Hamilton foram colocados à venda em 7 de maio de 2018. Os ingressos para os shows de Hamilton esgotaram em pouco mais de uma hora, com os organizadores da província de Ontário, a Core Entertainment, revelando que eles teriam vendido mais rápido se não fosse pela pressão do sistema online da Ticketmaster devido ao pesado afluxo de tráfego do site. Todos os catorze shows foram completamente esgotadas. O décimo quinto e último show norte-americano, no Citi Field, em Nova York, foi anunciado mais tarde em 8 de agosto, tornando o BTS o primeira artista coreana a fazer um show em um estádio nos Estados Unidos. Os ingressos para o show esgotaram em menos de dez minutos.
Os shows de Londres, Amsterdã, Berlim e Paris marcam os primeiros e maiores shows europeus do grupo até o momento. Os ingressos foram colocados à venda em 1 de Junho, com as datas de Londres esgotando em dois minutos, e os shows de Berlim se esgotando em nove minutos.
Datas para nove shows no Japão foram anunciadas em 30 de Julho em todas as plataformas de mídia social do grupo.
Em 9 de setembro, a revista Variety anunciou que o BTS e o cantor Elton John fizeram os principais shows do outono de 2018 nos Estados Unidos. De acordo com a StubHub, o BTS entrou na lista de "ato mais vendido" e "show mais vendido" com a "média de vendas por posição de shows". O Yahoo Finance revelou que o BTS também foi o artista que mais vendeu e que teve o show mais vendido no Canadá no outono de 2018. Em 7 de outubro, estimou-se que o BTS vendeu um total de 790.000 ingressos, vendendo todos os locais de shows atuais e com mais datas previstas para serem adicionadas à turnê.
De acordo com a StubHub o BTS foi um dos artistas que teve o show mais vendido do mundo em 2018, atrás somente de Ed Sheeran. No Japão, ele ficou em décimo nono lugar dos melhores shows de 2018.

### Críticos
The Love Yourself recebeu críticas positivas dos críticos. Para os primeiros shows nos Estados Unidos, a mídia local relatou sobre Los Angeles desde o momento em que os fãs começaram a acampar fora do Staples Center dias antes do show. Philip Cosores da Uproxx descreveu os shows do BTS no Staples Center como uma "Enorme experiência multi-sensorial" trazendo uma experiência "Inclusiva" e "Multi-cultural" onde a música fica acima de qualquer barreira linguística. Tiffany Taylor da The Hollywood Reporter conhecida pela Billboard News notou as "coreografias Incríveis" e elogiou as performances individuais e destacou a energia dos fãs como destaque da noite. Jim Harrington da The Mercury News foi na Oracle Arena no show em Oakland e definiu-o como "o show mais quente do ano na área da baía de São Francisco", e disse que as performances solos era como "testemunhar sete estrelas individuais, cada uma das quais poderia desfrutar de uma carreira solo de sucesso." O crítico de shows de Chicago, Kim Youngdae, afirmou que os pontos fortes do show eram as deslumbrantes apresentações em grupo, e o talento artístico nas performances individuais e o quão imersivo era. Crystal Bell da MTV disse sobre a turnê: "o BTS criou uma experiência tão cativante, tão inclusiva e tão visualmente deslumbrante que cimentou o grupo como um dos mais importantes artistas da música pop hoje em dia". The Quietus escreveu sobre a turnê europeia que "O show é sobre uma busca por auto identidade. Depois de duas horas e meia de mudanças de roupa, batidas pulsantes, notas altas e a beleza icônica de seus vídeos, BTS caminha para a frente do palco em jeans e camisetas discretas enquanto cantam a última música, "Anpanman", que é sobre um novo tipo de super-herói, percebemos que sua estranheza e sensibilidade também são a fonte de sua força."
The Denisonian classificou o show como 10/10, afirmando que a música, os visuais, a dança e o fãs que fizeram do show uma grande experiência. A Vivid Seats nomeou o BTS como "O" artista do ano de 2018, citando o show histórico do grupo no Citi Field.

## Setlist
BTS possui três set-lists para seus shows. Incluindo as mesmas músicas, exceto a medley do título (#12 a #16).
| 1. "Idol" 2. "Save Me" 3. "I'm Fine" 4. "Magic Shop" 5. "Trivia 起: Just Dance" 6. "Euphoria" 7. "I Need U" 8. "Run" 9. "Serendipity" 10. "Trivia 承: Love" 11. "DNA" 12. "21st Century Girl”[a] / "Boyz with Fun"[b]/ "Dope"[c] 13. "Go Go"[a][c] / "Attack on Bangtan"[b] 14. "Blood Sweat & Tears"[a][c] / "Fire"[b] 15. "Boy in Luv"[a][c] / "Silver Spoon"[b] 16. "Danger"[a] / "Dope"[b]/ "Fire"[c] 17. "Airplane Pt. 2" 18. "Singularity" 19. "Fake Love" 20. "Trivia 轉: Seesaw" 21. "Epiphany" 22. "The Truth Untold" 23. "Outro: Tear" 24. "Mic Drop" Encore 1. "So What" 2. "Anpanman" 3. "Answer: Love Myself" | Notas - Setlist A: - Seoul (25 de Agosto de 2018) - Los Angeles (5 & 8 de Setembro de 2018) - Setlist B: - Seoul (26 de Agosto de 2018) - Los Angeles (6 & 9 de Setembro de 2018) - Oakland (12 de Setembro de 2018) - Fort Worth (15 & 16 de Setembro de 2018) - Hamilton (20, 22 & 23 de Setembro de 2018) - Newark (29 de Setembro de 2018) - Chicago (3 de Outubro de 2018) - New York (6 de Outubro de 2018) - London (9 de Outubro de 2018) - Amsterdam (13 de Outubro de 2018) - Berlin (17 de Outubro de 2018) - Paris (20 de Outubro de 2018) - Tokyo (13 de Novembro de 2018) - Osaka (21 & 24 de Novembro de 2018) - Taoyuan (9 de Dezembro de 2018) - Setlist C: - Newark (28 de Setembro de 2018) - Chicago (2 de Outubro de 2018) - London (10 de Outubro de 2018) - Berlin (16 de Outubro de 2018) - Paris (19 de Outubro de 2018) - Tokyo (13 de Novembro de 2018) - Osaka (13 de Novembro de 2018) - Taoyuan (8 de Dezembro de 2018) |

## Datas da turnê
| Data                            | Cidade              | País                | Local                                  | Comparecimento      | Rendimento          |
| Continente 1 - Ásia             | Continente 1 - Ásia | Continente 1 - Ásia | Continente 1 - Ásia                    | Continente 1 - Ásia | Continente 1 - Ásia |
| ------------------------------- | ------------------- | ------------------- | -------------------------------------- | ------------------- | ------------------- |
| 25 de Agosto de 2018            | Seul                | Coreia do Sul       | Seoul Olympic Stadium                  | 90,000/90,000       | U$ 8,411,739        |
| 26 de Agosto de 2018            | Seul                | Coreia do Sul       | Seoul Olympic Stadium                  | 90,000/90,000       | U$ 8,411,739        |
| Continente 2 - América do Norte |                     |                     |                                        |                     |                     |
| 5 de Setembro de 2018           | Los Angeles         | Estados Unidos      | Staples Center                         | 84,000/84,000       | ASA                 |
| 6 de Setembro de 2018           | Los Angeles         | Estados Unidos      | Staples Center                         | 84,000/84,000       | ASA                 |
| 8 de Setembro de 2018           | Los Angeles         | Estados Unidos      | Staples Center                         | 84,000/84,000       | ASA                 |
| 9 de Setembro de 2018           | Los Angeles         | Estados Unidos      | Staples Center                         | 84,000/84,000       | ASA                 |
| 12 de Setembro de 2018          | Oakland             | Estados Unidos      | Oracle Arena                           | 20,000/20,000       |                     |
| 15 de Setembro de 2018          | Dallas              | Estados Unidos      | Fort Worth Convention Center           | 24,000/24,000       |                     |
| 16 de Setembro de 2018          | Dallas              | Estados Unidos      | Fort Worth Convention Center           | 24,000/24,000       |                     |
| 20 de Setembro de 2018          | Toronto             | Canadá              | FirstOntario Centre                    | 36,000/36,000       |                     |
| 22 de Setembro de 2018          | Toronto             | Canadá              | FirstOntario Centre                    | 36,000/36,000       |                     |
| 23 de Setembro de 2018          | Toronto             | Canadá              | FirstOntario Centre                    | 36,000/36,000       |                     |
| 28 de Setembro de 2018          | Newark              | Estados Unidos      | Prudential Center                      | 36,000/36,000       |                     |
| 29 de Setembro de 2018          | Newark              | Estados Unidos      | Prudential Center                      | 36,000/36,000       |                     |
| 2 de Outubro de 2018            | Chicago             | Estados Unidos      | United Center                          | 47,000/47,000       |                     |
| 3 de Outubro de 2018            | Chicago             | Estados Unidos      | United Center                          | 47,000/47,000       |                     |
| 6 de Outubro de 2018            | Nova Iorque         | Estados Unidos      | Citi Field                             | 40,000/40,000       |                     |
| Continente 3 - Europa           |                     |                     |                                        |                     |                     |
| 9 de Outubro de 2018            | Londres             | Inglaterra          | The O2 Arena                           | 31,475/32,278       | U$ 4,943,140        |
| 10 de Outubro de 2018           | Londres             | Inglaterra          | The O2 Arena                           | 31,475/32,278       | U$ 4,943,140        |
| 13 de Outubro de 2018           | Amsterdã            | Países Baixos       | Ziggo Dome                             | 17,000/17,000       | U$ 2,250,970        |
| 16 de Outubro de 2018           | Berlin              | Alemanha            | Mercedes-Benz Arena                    | 30,000/30,000       |                     |
| 17 de Outubro de 2018           | Berlin              | Alemanha            | Mercedes-Benz Arena                    | 30,000/30,000       |                     |
| 19 de Outubro de 2018           | Paris               | França              | AccorHotels Arena                      | 40,000/40,000       | U$ 4,580,403        |
| 20 de Outubro de 2018           | Paris               | França              | AccorHotels Arena                      | 40,000/40,000       | U$ 4,580,403        |
| Continente 4 - Ásia             |                     |                     |                                        |                     |                     |
| 13 de Novembro de 2018          | Tóquio              | Japão               | Tokyo Dome                             | 380,000/380,000     | U$ 11,617,937       |
| 14 de Novembro de 2018          | Tóquio              | Japão               | Tokyo Dome                             | 380,000/380,000     | U$ 11,617,937       |
| 21 de Novembro de 2018          | Osaka               | Japão               | Kyocera Dome                           | 380,000/380,000     | U$ 13,333,902       |
| 23 de Novembro de 2018          | Osaka               | Japão               | Kyocera Dome                           | 380,000/380,000     | U$ 13,333,902       |
| 24 de Novembro de 2018          | Osaka               | Japão               | Kyocera Dome                           | 380,000/380,000     | U$ 13,333,902       |
| 8 de Dezembro de 2018           | Taoyuan             | Taiwan              | Taoyuan International Baseball Stadium | 50,000/50,000       | U$ 7,111,720        |
| 9 de Dezembro de 2018           | Taoyuan             | Taiwan              | Taoyuan International Baseball Stadium | 50,000/50,000       | U$ 7,111,720        |
| 12 de Janeiro de 2019           | Nagoia              | Japão               | Nagoya Dome                            | 85,000/85,000       | U$ 9,993,487        |
| 13 de Janeiro de 2019           | Nagoia              | Japão               | Nagoya Dome                            | 85,000/85,000       | U$ 9,993,487        |
| 19 de Janeiro de 2019           | Singapura           | Singapura           | Singapore National Stadium             | 90,000 (100%)       |                     |
| 16 de Fevereiro de 2019         | Fukuoka             | Japão               | Fukuoka Dome                           | 80,000 (100%)       | U$ 9,342,193        |
| 17 de Fevereiro de 2019         | Fukuoka             | Japão               | Fukuoka Dome                           | 80,000 (100%)       | U$ 9,342,193        |
| 20 de Março de 2019             | Hong Kong           | AsiaWorld–Expo      | AsiaWorld–Expo                         |                     |                     |
| 21 de Março de 2019             | Hong Kong           | AsiaWorld–Expo      | AsiaWorld–Expo                         |                     |                     |
| 23 de Março de 2019             | Hong Kong           | AsiaWorld–Expo      | AsiaWorld–Expo                         |                     |                     |
| 24 de Março de 2019             | Hong Kong           | AsiaWorld–Expo      | AsiaWorld–Expo                         |                     |                     |
| 6 de Abril de 2019              | Bangkok             | Tailândia           | Rajamangala National Stadium           |                     |                     |
| 7 de Abril de 2019              | Bangkok             | Tailândia           | Rajamangala National Stadium           |                     |                     |

## Love Yourself: Speak Yourself Tour
BTS World Tour Love Yourself: Speak Yourself é uma extensão da turnê Love Yourself World Tour, com um nome distinto. Foi anunciada para promover o extended play Map of the Soul: Persona como também os EPs Love Yourself: Her, Love Yourself: Tear e o álbum de compilação Love Yourself: Answer. A extensão começou em 4 de maio de 2019 em Pasadena, Califórnia e contou com shows na América do Norte e do Sul, Europa e Ásia, incluindo Estados Unidos, Brasil, Reino Unido, França e Japão.
A nova turnê foi anunciada pela primeira vez em 19 de fevereiro de 2019 através do YouTube no canal da gravadora Big Hit Entertainment, onde os locais dos concertos foram divulgados.
| Data                            | Cidade                          | País                            | Local                           | Comparecimento                  | Rendimento                      |
| Continente 1 - América do Norte | Continente 1 - América do Norte | Continente 1 - América do Norte | Continente 1 - América do Norte | Continente 1 - América do Norte | Continente 1 - América do Norte |
| ------------------------------- | ------------------------------- | ------------------------------- | ------------------------------- | ------------------------------- | ------------------------------- |
| 4 de maio de 2019               | Pasadena                        | Estados Unidos                  | Rose Bowl                       | 113,040 (100%)                  | U$16,6M                         |
| 5 de maio de 2019               | Pasadena                        | Estados Unidos                  | Rose Bowl                       | 113,040 (100%)                  | U$16,6M                         |
| 11 de maio de 2019              | Chicago                         | Estados Unidos                  | Soldier Field                   | 88,156 (100%)                   | U$ $13,345,795                  |
| 12 de maio de 2019              | Chicago                         | Estados Unidos                  | Soldier Field                   | 88,156 (100%)                   | U$ $13,345,795                  |
| 18 de maio de 2019              | East Rutherford                 | Estados Unidos                  | MetLife Stadium                 | 98,574 (100%)                   | U$ 14,050,410                   |
| 19 de maio de 2019              | East Rutherford                 | Estados Unidos                  | MetLife Stadium                 | 98,574 (100%)                   | U$ 14,050,410                   |
| Continente 2 - América do Sul   |                                 |                                 |                                 |                                 |                                 |
| 25 de maio de 2019              | São Paulo                       | Brasil                          | Allianz Parque                  | 84,728 (100%)                   | U$ 7,872,113                    |
| 26 de maio de 2019              | São Paulo                       | Brasil                          | Allianz Parque                  | 84,728 (100%)                   | U$ 7,872,113                    |
| Continente 3 - Europa           |                                 |                                 |                                 |                                 |                                 |
| 1 de junho de 2019              | Londres                         | Inglaterra                      | Wembley Stadium                 | 114,583 (100%)                  | U$ 13,529,201                   |
| 2 de junho de 2019              | Londres                         | Inglaterra                      | Wembley Stadium                 | 114,583 (100%)                  | U$ 13,529,201                   |
| 7 de junho de 2019              | Saint-Denis                     | França                          | Stade de France                 | 107,328 (100%)                  | U$ 13,398,884                   |
| 8 de junho de 2019              | Saint-Denis                     | França                          | Stade de France                 | 107,328 (100%)                  | U$ 13,398,884                   |
| Continente 4 - Ásia             |                                 |                                 |                                 |                                 |                                 |
| 6 de julho de 2019              | Osaka                           | Japão                           | Yanmar Stadium Nagai            | 101,554 (100%)                  | U$9,832,610                     |
| 7 de julho de 2019              | Osaka                           | Japão                           | Yanmar Stadium Nagai            | 101,554 (100%)                  | U$9,832,610                     |
| 13 de julho de 2019             | Shizuoka                        | Japão                           | Shizuoka Stadium                | 107,153 (100%)                  | U$10,486,317                    |
| 14 de julho de 2019             | Shizuoka                        | Japão                           | Shizuoka Stadium                | 107,153 (100%)                  | U$10,486,317                    |

## Referência
1. ↑  «BTS Announces World Tour With Stops In Six North American Cities». Billboard. Consultado em 4 de janeiro de 2019
2. ↑  «Love Yourself BTS World Tour». ibighit. Big Hit Entertainment. Consultado em 4 de janeiro de 2019
3. ↑  «BTS (방탄소년단) World Tour "Love Yourself" Spot». BigHit Entertainment. 26 de abril de 2018. Consultado em 4 de janeiro de 2019
4. ↑  
  - Herman, Tamar. «BTS Announces World Tour With Stops In Six North American Cities». Billboard. Consultado em 4 de janeiro de 2019
  - «BTS World Tour 'Love Yourself'». theo2. Consultado em 4 de janeiro de 2019
5. ↑  «BTS World Tour». bts.ibighit.com (em coreano). Consultado em 4 de janeiro de 2019
6. ↑  Herman, Tamar (26 de abril de 2018). «Army Around the Globe React to BTS' Love Yourself World Tour Announcement». Billboard. Consultado em 4 de janeiro de 2019
7. ↑  방탄소년단, 'Love Yourself' 서울 콘서트 티켓 오픈과 동시 9만 전석 매진! (em coreano). Consultado em 4 de janeiro de 2019
8. ↑  "80만 팬, 기다려요"…월드투어 대장정 나서는 방탄소년단. Naver (em coreano). Consultado em 4 de janeiro de 2019
9. ↑  «BTS World Tour 'Love Yourself'». powerhouselive.net. Consultado em 4 de janeiro de 2019
10. ↑  «BTS listen to their Army and add extra date to tour after tickets sell out». Metro (em inglês). 6 de maio de 2018. Consultado em 4 de janeiro de 2019
11. ↑  «Rockingham: K-pop flexes its ticket selling muscle at FirstOntario Centre | TheSpec.com». 4 de agosto de 2018. Consultado em 4 de janeiro de 2019
12. ↑  Rolli, Bryan (18 de maio de 2018). «BTS Already Broke Records With Their New Album, 'Love Yourself: Tear'». Forbes. Consultado em 4 de janeiro de 2019
13. ↑  [공식입장] 방탄소년단, 10월 美 스타디움 공연 확정 '한국가수 최초' (em coreano). Consultado em 4 de janeiro de 2019
14. ↑  Herman, Tamar (17 de agosto de 2018). «BTS' Citi Field Show Sells Out Within Minutes». Billboard. Consultado em 4 de janeiro de 2019
15. ↑  Yates, Jonathon (27 de abril de 2018). «BTS announce London O2 Arena shows on world tour - how to get tickets». getwestlondon. Consultado em 4 de janeiro de 2019
16. ↑  Haigh, Phil (27 de abril de 2018). «When are BTS tickets on sale for the London dates of their 2018 world tour?». Metro. Consultado em 4 de janeiro de 2019
17. ↑  
  - Kelly, Emma (1 de junho de 2018). «BTS Army fury as tickets for London dates are resold for nearly £2,000 minutes after selling out». Metro. Consultado em 4 de janeiro de 2019
  - 방탄소년단 베를린 공연티켓 3만장 9분만에 매진. Yonhap News Agency (em coreano). 1 de junho de 2018. Consultado em 4 de janeiro de 2019
18. ↑  Herman, Tamar (31 de julho de 2018). «BTS Add Japanese Dome Stops to 'Love Yourself' World Tour». Billboard. Consultado em 4 de janeiro de 2019
19. ↑  «Elton John, BTS Lead StubHub's Top U.S. Fall Tours». Variety. 6 de setembro de 2018. Consultado em 4 de janeiro de 2019
20. ↑  CNW Group (12 de setembro de 2018). «StubHub Announces Top-10 Canada Tours This Fall: BTS Takes #1 Position as K-pop Conquers Canada». Yahoo Finance (em inglês). Consultado em 4 de janeiro de 2019
21. ↑  방탄소년단 뉴욕 시티필드 공연, 생생한 현장 중계 [속보. sportalkorea.com (em coreano). Consultado em 4 de janeiro de 2019
22. ↑  McDermott, Maeve (4 de dezembro de 2018). «2018's best-selling live artists are Ed Sheeran, Bruce Springsteen and BTS, per Stubhub». USA Today. Consultado em 4 de janeiro de 2019
23. ↑  Gwak, Hyeon-soo (5 de novembro de 2018). 동방신기, 日 콘서트 동원력 1위…아라시-아무로나미에 제쳐 [공식]. Naver (em coreano). Consultado em 4 de janeiro de 2019
24. ↑  Schiller, Rebecca (5 de setembro de 2018). «BTS Fans Camp Out at Staples Center Ahead of K-Pop Band's LA Shows: Watch». Billboard. Consultado em 4 de janeiro de 2019
25. ↑  Cosores, Philip (12 de setembro de 2018). «Korean Pop Group BTS Paint An Inclusive, Diverse Future For Pop Music». UPROXX (em inglês). Consultado em 4 de janeiro de 2019
26. ↑  Kelly, Tetris (10 de setembro de 2018). «4 Secrets From BTS' Los Angeles 'Love Yourself' Tour Dates: Watch». Billboard. Consultado em 4 de janeiro de 2019
27. ↑  Harrington, Jim (12 de setembro de 2018). «Review: Does BTS live up to the immense hype in concert? (with set list)». The Mercury News (em inglês). Consultado em 4 de janeiro de 2019
28. ↑  Kim, Youngdae. «[Review] Chicago shows its love for BTS during "Love Yourself" tour». www.hani.co.kr. Consultado em 4 de janeiro de 2019
29. ↑  Bell, Crystal. «THE 10 MOST BEAUTIFUL MOMENTS OF BTS' LOVE YOURSELF TOUR». www.mtv.com. Consultado em 4 de janeiro de 2019
30. ↑  «The Quietus - Features - Three Songs No Flash - Feel Love, Real Love: BTS at the O2»
31. ↑  Sferra, Chloe (18 de novembro de 2018). «Concert Review: BTS is A Whole New Experience». The Denisonian. Consultado em 4 de janeiro de 2019
32. ↑  «2018 Year In Review: The Year in Live Events». Vivid Seats. 18 de dezembro de 2018. Consultado em 4 de janeiro de 2019
33. ↑  
  - «BTS 'Love Yourself Tour' In London: Tickets, Dates And Latest Updates And News». Capitalfm. 11 de setembro de 2018. Consultado em 4 de janeiro de 2019
  - Martinez, Tara (20 de dezembro de 2018). «What's The BTS 'Love Yourself' Concert Setlist? Here Are The Songs To Expect In The Film». Elite Daily. Consultado em 4 de janeiro de 2019
34. ↑  Harrington, Jim. «Review: Does BTS live up to the immense hype in concert? (com set list)». mercurynews.com. Consultado em 4 de janeiro de 2019
35. ↑  Smith, Matt. «BTS energizes N.J.: Epic concert photos, videos and setlist from 'Love Yourself' tour at Prudential Center». nj.com. Consultado em 4 de janeiro de 2019
36. ↑  Kelly, Emma (10 de outubro de 2018). «BTS's London O2 gig proves they're worthy of world domination». Metro. Consultado em 4 de janeiro de 2019
37. ↑  "80만 팬, 기다려요"…월드투어 대장정 나서는 방탄소년단. naver.com (em coreano). Consultado em 4 de janeiro de 2019
38. ↑  «BTS become first K-pop band to top US album charts». bbc.com. Consultado em 4 de janeiro de 2019
39. ↑  [이슈IS] "BTS 특수" 방탄소년단, 컴백 3주 600억 매출 돌파. news.joins.com (em coreano). Consultado em 4 de janeiro de 2019
40. ↑  Gordon, Scott. «BTS Fans Already Lining Up for Saturday Night Concert». nbcdfw.com. Consultado em 4 de janeiro de 2019
41. ↑  Rockingham, Graham. «ROCKINGHAM: BTS Army invades Hamilton». Consultado em 20 de setembro de 2018
42. ↑  Oliver, Bobby. «BTS energizes N.J.: Epic concert photos, videos and setlist from 'Love Yourself' tour at Prudential Center». www.nj.com. Consultado em 4 de janeiro de 2019
43. ↑  Bychowski, Sierra (20 de outubro de 2018). «BTS brings K-pop to Chicago». dailycardinal. Consultado em 4 de janeiro de 2019
44. ↑  Dinh, James. «BTS To Make History With First U.S. Stadium Concert: Get The Details». www.iheart.com. Consultado em 4 de janeiro de 2019
45. ↑  «Billboard Boxscore :: Current Scores». Billboard. 23 de outubro de 2018. Cópia arquivada em 23 de outubro de 2018
46. ↑  van Slooten, Kita (10 de outubro de 2018). «Wereldberoemde artiesten waar je nog nooit van gehoord hebt». rtlnieuws (em neerlandês). Consultado em 4 de janeiro de 2019
47. ↑  Data, Touring (2019). «BOXSCORE: #LoveYourselfTour by @BTS_twt @ Ziggo Dome, Amsterdam:  Gross: $2,250,970 Tickets: 13,893 (100%) Shows: 1pic.twitter.com/NvlVgL6qTQ». @touringdata (em inglês). Consultado em 24 de junho de 2019
48. ↑  "80만 팬, 기다려요"…월드투어 대장정 나서는 방탄소년단. entertain.naver.com/ (em coreano). Consultado em 4 de janeiro de 2019
49. ↑  «Bangtan Boys : les fans du groupe de pop coréenne en colère». 60millions-mag.com (em francês). Consultado em 4 de janeiro de 2019
50. ↑  Data, Touring (2019). «2018 TOP 5 BOXSCORES | @AccorH_Arena, Paris:   @U2 - $9,437,998 (4 shows)  @BTS_twt - $4,580,403 (2 shows)  @KendrickLamar - $3,018,963 (2 shows)  @KatyPerry - $2,841,439 (2 shows)  @BritneySpears - $2,387,006 (2 shows)pic.twitter.com/NbMd3Ye2QK». @touringdata (em inglês). Consultado em 24 de junho de 2019 line feed character character in |titulo= at position 45 (ajuda)
51. ↑  BTS（防弾少年団）、11月より初の日本ドーム・ツアー「BTS WORLD TOUR 'LOVE YOURSELF'～JAPAN EDITION～」開催. Tower Records Japan (em japonês). 31 de julho de 2018. Consultado em 4 de janeiro de 2019
52. 1 2 3 4 5  Data, Touring (2019). «#BoxScores BTS, "Love Yourself Tour" Kyocera Dome, Osaka: 115,000 (100%) - $13,333,902 (3 shows) Tokyo Dome, Tokyo: 100,000 (100%) - $11,617,937 (2 shows)x Nagoya Dome, Nagoya: 85,000 (100%) - $9,993,487 (2 shows) Yahuoku! Dome, Fukuoka: 80,000 (100%) - $9,342,193 (2 shows)». @touringdata (em tagalo). Consultado em 24 de junho de 2019
53. ↑  Chang, Eddy (7 de dezembro de 2018). 防彈少年團BTS週末來台飆唱！ [S Korean sensation BTS to play Taiwan this weekend]. Taipei Times (em inglês e chinês). Consultado em 4 de janeiro de 2019
54. ↑  防彈少年團排字送ARMY　告白「台灣就像家」. TW Entertainment (em chinês). 8 de dezembro de 2018. Consultado em 4 de janeiro de 2019
55. ↑  «BTS made history at sold out Singapore show — gig report». BTS made history at sold out Singapore show — gig report | Editorial | Bandwagon - Live music, bands and concert guide for Singapore, Manila and Jakarta (em inglês). 21 de janeiro de 2019. Consultado em 24 de junho de 2019
56. ↑  Kelley, Caitlin. «BTS Announce Upcoming World Tour, 'Love Yourself: Speak Yourself'». Forbes
57. ↑  Data, Touring (14 de junho de 2019). «BTS (@BTS_twt) scored $16.6 million from 113,040 tickets at @RoseBowlStadium, Pasadena.  It is the single highest-grossing engagement in the venue's history, outselling @taylorswift13 ($16.25M) and @U2 ($15.78M).». @touringdata (em inglês). Consultado em 24 de junho de 2019
58. 1 2  Data, Touring (6 de junho de 2019). «LOVE/SPEAK YOURSELF TOUR, @BTS_twt MetLife Stadium, East Rutherford: 98,574 (100%) – $14,050,410 (2 shows) Soldier Field, Chicago: 88,156 (100%) – $13,345,795 (2 shows) #BoxScores». @touringdata (em inglês). Consultado em 24 de junho de 2019
59. 1 2 3  Data, Touring (14 de junho de 2019). «LOVE/SPEAK YOURSELF TOUR, @BTS_twt Rose Bowl, Pasadena: 113,040 (100%) - $16,557,515 Wembley Stadium, London: 114,583 (100%) - $13,529,201 Stade de France, Paris: 107,328 (100%) - $13,398,884 Allianz Parque, Sao Paolo: 84,728 (100%) - $7,872,113 #BoxScores». @touringdata (em inglês). Consultado em 24 de junho de 2019